# 華の誓い
『華の誓い』（はなのちかい）は、東海テレビ制作・フジテレビ系列で、1991年7月1日～10月4日に放送された昼ドラマである。
華の嵐、華の別れと続いた「華三部作」の最終作でもある。

## 概要
青森で父・母を亡くし、貧乏な中で幼い弟妹の面倒を見ざるを得なくなった18歳の少女・雪子は、川崎の遊廓の息子で実家から家出してきた陸男と出会う。雪子は陸男の実家である川崎の遊廓「三角座」に身を売るが、やがて売春防止法が施行され、赤線は廃止。

## キャスト
- 島村（小田桐）雪子：増田未亜[1]（少女時代）、佳那晃子[1]
- 池山陸男：菊池健一郎[1]（少年時代）、新藤栄作[1]
- 水沢和美：島村佳江[1]
- 池山登美子：赤座美代子[1]
- 島村猛：四方堂亘[1]
- 小田桐壮之介：黒沢年男[1]
- 池山時造：東野英心[1]
- 大河原卓次：鹿内孝
- 梅木堅吾：佐藤仁哉
- 水沢茂：千波丈太郎
- 山口秋絵：伊藤幸子
- 晴美：松阪隆子
- 梶田：坂元貞美
- 原田和美[1]

## スタッフ
- 企画：出原弘之
- プロデューサー：中根康邦、平野一夫、森雅之
- 脚本：大久保昌一良、田上雄、田代淳二
- 演出：中根康邦、平野一夫、森雅之、小松貴生
- 音楽：奥慶一
- 制作補：雑賀俊郎
- 演出補：長江俊和
- 記録：岡田祐子
- 技術：山地好男
- カメラ：田代浩
- 照明：的場謙一
- 音声：畦本真司
- VE：根本雅彦
- VTR：植木康弘
- 編集：飯塚守
- 音響効果：関根正治
- 技術制作：佐々木俊幸
- 美術デザイン：川口直次
- 美術制作：加藤久雄
- 美術進行：海津隆一
- 大道具：KHKアート
- 装飾・持道具：マクソン
- 衣裳：東宝コスチューム
- 化粧：アート芸能
- スチル：星野健一
- 音楽制作協力：オフィス・トゥー・ワン
- 技術協力：バスク
- スタジオ：国際放映ビデオスタジオ（現：東京メディアシティ）
- 制作：東海テレビ放送[1]、泉放送制作

## 主題歌
- 『華の誓い』奥慶一 （オーボエ演奏：宮本文昭）